# Miran Košuta
Miran Košuta (Trieste, 6 novembre 1960) è uno scrittore, storico e critico letterario italiano di lingua slovena.
Attualmente è professore associato di lingua e letteratura slovena presso la facoltà di lettere e filosofia dell'Università di Trieste.

## Biografia
Ha conseguito il diploma di maturità presso il liceo scientifico in lingua slovena France Prešeren a Trieste e si è laureato presso la facoltà di filosofia dell'Università di Lubiana. Inizialmente impiegato come traduttore presso la corte di giustizia di Trieste, diviene nel 2000 professore di lingua e letteratura slovena presso l'Università di Roma.
I suoi studi si rivolgono al pubblico italiano con l'obiettivo di favorire una migliore conoscenza della letteratura slovena. Al congresso dell'Unione delle Associazioni Slavistiche di Slovenia (Zveza društev Slavistično društvo Slovenije), tenutosi a Zagabria in Croazia nell'autunno del 2006, ne è stato eletto presidente. Il suo caso è stato al centro dell'attenzione per alcuni mesi, poiché essendo un cittadino italiano privo della residenza in Slovenia non avrebbe potuto diventare presidente dell'Unione, in quanto questa è registrata in Slovenia.

## Opere

### In lingua slovena
- Rapsodija v treh stavkih, Trieste, Založnistvo Tržaškega tiska, (1989) seconda edizione: Trieste, EST-ZTT (1998)
- Krpanova sol: študije in eseji, Lubiana, Cankarjeva Založba, (1996)

### In lingua italiana
- Scritture parallele: dialoghi di frontiera tra letteratura slovena e italiana Lint ed. (1997) ISBN 88-8190-034-3
- Slovenica: peripli letterari italo-sloveni Diabasis, (2005)

### Traduzioni dall'italiano allo sloveno
- Franciska di Fulvio Tomizza, Mondadori 1999
- Poesie di France Prešeren, ZTT 2020

### Antologie
- Versi diversi/Drugačni verzi Unione Italiana (2006)
- Estlibris, Ibiskos Editrice Risolo, (Empoli)